# Districtul Mürzzuschlag
Districtul Mürzzuschlag  are în anul 2009 o populație de 40.788  loc., ocupă suprafața de 848 km², fiind situat în nord-estul  landului Steiermark din Austria. El se învecinează cu districtele  Bruck an der Mur și Weiz.

## Localitățile districtului
Districtul cuprinde 16 comune, două orașe și cinci târguri, nr. de locuitori apare în parateză
| Orașe - Kindberg (Ungültiger Metadaten-Schlüssel 61305Kategorie:Wikipedia:Fehler in Vorlage Metadaten Einwohnerzahl#Ungültiger Metadaten-Schlüssel 61305) - Mürzzuschlag (Ungültiger Metadaten-Schlüssel 61311Kategorie:Wikipedia:Fehler in Vorlage Metadaten Einwohnerzahl#Ungültiger Metadaten-Schlüssel 61311) Târguri - Krieglach (Ungültiger Metadaten-Schlüssel 61306Kategorie:Wikipedia:Fehler in Vorlage Metadaten Einwohnerzahl#Ungültiger Metadaten-Schlüssel 61306) - Langenwang (Ungültiger Metadaten-Schlüssel 61307Kategorie:Wikipedia:Fehler in Vorlage Metadaten Einwohnerzahl#Ungültiger Metadaten-Schlüssel 61307) - Mitterdorf im Mürztal (Ungültiger Metadaten-Schlüssel 61308Kategorie:Wikipedia:Fehler in Vorlage Metadaten Einwohnerzahl#Ungültiger Metadaten-Schlüssel 61308) - Neuberg an der Mürz (Ungültiger Metadaten-Schlüssel 61312Kategorie:Wikipedia:Fehler in Vorlage Metadaten Einwohnerzahl#Ungültiger Metadaten-Schlüssel 61312) - Veitsch (Ungültiger Metadaten-Schlüssel 61315Kategorie:Wikipedia:Fehler in Vorlage Metadaten Einwohnerzahl#Ungültiger Metadaten-Schlüssel 61315) | Comune - Allerheiligen im Mürztal (Ungültiger Metadaten-Schlüssel 61301Kategorie:Wikipedia:Fehler in Vorlage Metadaten Einwohnerzahl#Ungültiger Metadaten-Schlüssel 61301) - Altenberg an der Rax (Ungültiger Metadaten-Schlüssel 61302Kategorie:Wikipedia:Fehler in Vorlage Metadaten Einwohnerzahl#Ungültiger Metadaten-Schlüssel 61302) - Ganz (Ungültiger Metadaten-Schlüssel 61303Kategorie:Wikipedia:Fehler in Vorlage Metadaten Einwohnerzahl#Ungültiger Metadaten-Schlüssel 61303) - Kapellen (Ungültiger Metadaten-Schlüssel 61304Kategorie:Wikipedia:Fehler in Vorlage Metadaten Einwohnerzahl#Ungültiger Metadaten-Schlüssel 61304) - Mürzhofen (Ungültiger Metadaten-Schlüssel 61309Kategorie:Wikipedia:Fehler in Vorlage Metadaten Einwohnerzahl#Ungültiger Metadaten-Schlüssel 61309) - Mürzsteg (Ungültiger Metadaten-Schlüssel 61310Kategorie:Wikipedia:Fehler in Vorlage Metadaten Einwohnerzahl#Ungültiger Metadaten-Schlüssel 61310) - Spital am Semmering (Ungültiger Metadaten-Schlüssel 61313Kategorie:Wikipedia:Fehler in Vorlage Metadaten Einwohnerzahl#Ungültiger Metadaten-Schlüssel 61313) - Stanz im Mürztal (Ungültiger Metadaten-Schlüssel 61314Kategorie:Wikipedia:Fehler in Vorlage Metadaten Einwohnerzahl#Ungültiger Metadaten-Schlüssel 61314) - Wartberg im Mürztal (Ungültiger Metadaten-Schlüssel 61316Kategorie:Wikipedia:Fehler in Vorlage Metadaten Einwohnerzahl#Ungültiger Metadaten-Schlüssel 61316) |

|  |